# Tomoyuki Hirase
Tomoyuki Hirase (jap. 平瀬 智行, Hirase Tomoyuki; * 23. Mai 1977 in der Präfektur Kagoshima) ist ein ehemaliger japanischer Fußballspieler.

## Nationalmannschaft
2000 debütierte Hirase für die japanische Fußballnationalmannschaft. Hirase bestritt zwei Länderspiele. Mit der japanischen Nationalmannschaft qualifizierte er sich erfolgreich für die Olympischen Spiele 2000.

## Erfolge
- J. League: 1996, 2000, 2001
- Kaiserpokal: 1997, 2000